# Шигонь
Шиго́нь (рос. Шигонь, ерз. Шигонь) — село у складі Старошайговського району Мордовії, Росія. Адміністративний центр Шигонського сільського поселення.
Населення — 223 особи (2010; 295 у 2002).
Національний склад (станом на 2002 рік):
- росіяни — 82 %